# دهستان دابوی میانی
دهستان دابوی میانی، دهستانی است از توابع بخش دابودشت شهرستان آمل در استان مازندران ایران.

## روستاها
شامل روستاهای:
- اشکارکلا
- کمانگرکلا
- دوتیره
- اسلام‌آباد
- صورت کلا
- قراکلا
- کبودکلا
- اهنگرکلا
- ترویجان
- مرزنگو

و…